# Urepus
Urepus is een geslacht van spinnen uit de  familie van de Macrobunidae. 

## Soort
- Urepus rossi Roth, 1967